# Оксфорд (Міссісіпі)
Оксфорд (англ. Oxford) — місто (англ. city) в США, в окрузі Лафаєтт штату Міссісіпі. Населення — 25 416 осіб (2020).

## Географія
Оксфорд розташований за координатами 34°21′42″ пн. ш. 89°31′41″ зх. д. / 34.36167° пн. ш. 89.52806° зх. д. (34.361534, -89.527966).  За даними Бюро перепису населення США в 2010 році місто мало площу 41,09 км², з яких 41,01 км² — суходіл та 0,08 км² — водойми.

## Демографія
Згідно з переписом 2010 року, у місті мешкало 18 916 осіб у 8648 домогосподарствах у складі 3264 родин. Густота населення становила 460 осіб/км².  Було 11085 помешкань (270/км²).
Расовий склад населення:
| - 72,3 % — білих - 21,8 % — чорних або афроамериканців - 3,3 % — азіатів - 0,3 % — корінних американців - 0,1 % — вихідців з тихоокеанських островів - 1,1 % — осіб інших рас |

До двох чи більше рас належало 1,1 %. Частка іспаномовних становила 2,5 % від усіх жителів.
За віковим діапазоном населення розподілялося таким чином: 14,8 % — особи молодші 18 років, 74,7 % — особи у віці 18—64 років, 10,5 % — особи у віці 65 років та старші. Медіана віку мешканця становила 25,3 року. На 100 осіб жіночої статі у місті припадало 102,9 чоловіків;  на 100 жінок у віці від 18 років та старших — 102,6 чоловіків також старших 18 років.
Середній дохід на одне домашнє господарство  становив 57 816 доларів США (медіана — 32 474), а середній дохід на одну сім'ю — 94 916 доларів (медіана — 63 277). Медіана доходів становила 39 967 доларів для чоловіків та 31 408 доларів для жінок. За межею бідності перебувало 39,6 % осіб, у тому числі 30,5 % дітей у віці до 18 років та 5,0 % осіб у віці 65 років та старших.
Цивільне працевлаштоване населення становило 10 037 осіб. Основні галузі зайнятості: освіта, охорона здоров'я та соціальна допомога — 34,4 %, мистецтво, розваги та відпочинок — 15,9 %, роздрібна торгівля — 11,7 %, науковці, спеціалісти, менеджери — 9,2 %.